# セバスチャン・キャボット
セバスチャン・キャボット（Sebastian Cabot,  1918年7月6日 - 1977年8月22日）は、イギリスの俳優、声優である。

## 来歴
1918年、イギリスのロンドンに生まれる。14歳の時に父親の事業が失敗して学校を退学せざるを得なくなり、自動車の修理工など様々な職を渡り歩いた。その後、英国を中心に活動していた俳優のフランク・ペティンゲルのお抱え運転手兼アシスタントとして働き始めたことがきっかけで演劇に興味を抱き、後に劇団に所属。正規の演劇学校へ通うのではなく、エージェントを通して仕事を探す方法を取ったため、通常の俳優志望者とは違った形で俳優を目指した。1935年にノークレジットながら『Foreign Affaires』で映画デビュー。1940年初頭から映画を中心にキャリアを重ね、徐々にその名も知られていくようになった。アメリカへ活動の場を移してからは、声優としても活躍し、ウォルト・ディズニーによる長編作品『ジャングル・ブック』や『王様の剣』、『くまのプーさん 完全保存版』などに参加している。

### 死去
1977年8月22日、カナダはブリティッシュコロンビア州のノース・サーニッチで脳梗塞のため死去。59歳だった。

## 出演作品

### 映画
- Foreign Affaires (1935) ※ノークレジット
- Love on the Dole (1941)
- 'Pimpernel' Smith (1941)
- Jeannie (1941)
- Old Mother Riley Overseas (1943)
- オセロ Othello (1946)
- Dual Alibi (1947)
- They Made Me a Fugitive (1947)
- The Adventures of Jane (1949)
- Third Time Lucky (1949)
- ディック・バートンふたたび Dick Barton Strikes Back (1949)
- Old Mother Riley's New Venture (1949)
- The Spider and the Fly (1949)
- Tony Draws a Horse (1950)
- Midnight Episode (1950)
- ワンダーキッド The Wonder Kid (1951)
- Old Mother Riley's Jungle Treasure (1951)
- 黒騎士 Ivanhoe (1952)
- Babes in Bagdad (1952)
- 地中海夫人 The Captain's Paradise (1953)
- The Love Lottery (1954)
- ロミオとジュリエット Romeo and Juliet (1954)
- I cavalieri della regina (1954)
- Kismet (1955)
- 幌馬車隊西へ! Westward Ho, the Wagons! (1956)
- ドラゴン砦の決戦 Dragoon Wells Massacre (1957)
- Le avventure dei tre moschettieri (1957)
- 勇者カイヤム Omar Khayyam (1957)
- 片目のシェリフ Black Patch (1957)
- Le imprese di una spada leggendaria (1958)
- テキサスの死闘 Terror in a Texas Town (1958)
- 大戦争 In Love and War (1958)
- 怒りの丘 The Angry Hills (1959)
- ひとこと言って Say One for Me (1959)
- Mantelli e spade insanguinate (1959)
- 賭場荒し Seven Thieves (1960)
- タイム・マシン 80万年後の世界へ The Time Machine (1960)
- 恐怖の夜 Twice-Told Tales (1963)
- 底抜け男性No.1 The Family Jewels (1965)
- Journey to Midnight (1968)
- 34丁目の奇跡 Miracle on 34th Street (1974) ※テレビ映画

### アニメ映画
- 王様の剣 The Sword in the Stone (1963)
- プーさんとはちみつ Winnie the Pooh and the Honey Tree (1966)
- ジャングル・ブック The Jungle Book (1967)
- プーさんと大あらし Winnie the Pooh and the Blustery Day (1968)
- プーさんとティガー Winnie the Pooh and Tigger Too (1974) ※短編
- くまのプーさん 完全保存版 The Many Adventures of Winnie the Pooh (1977)

### テレビドラマ
- シャーロック・ホームズ Sherlock Holmes (1951)
- ガンスモーク Gunsmoke (1955, 1957)
- ハイラム君乾杯! The Adventures of Hiram Holliday (1956, 1957)
- ディズニーランド Disneyland (1956, 1964, 1967)
- ヒッチコック劇場 Alfred Hitchcock Presents (1956)
- プレイハウス90 Playhouse 90 (1957)
- ジェネラル・エレクトリック・シアター General Electric Theater (1957)
- シャイアン Cheyenne (1957)
- 怪傑ゾロ Zorro (1957)
- Meet McGraw (1958)
- Suspicion (1958)
- シャーリー・テンプルのお話本 Shirley Temple's Storybook (1958)
- 第三の男 The Third Man (1959)
- Hotel de Paree (1959)
- ボナンザ Bonanza (1960)
- ミズーリ大平原  Pony Express (1960)
- ミステリー・ゾーン Twilight Zone (1960)
- アイランダース The Islanders (1960)
- チェックメイト Checkmate (1960 - 1962)
- Stryker of the Yard (1962)
- The Beachcomber (1962)
- パパ大好き My Three Sons (1964)
- ミスター・エド Mister Ed (1965)
- じゃじゃ馬億万長者 The Beverly Hillbillies (1965)
- ニューヨーク・パパ Family Affair (1966 - 1971)
- パパと三人娘 To Rome with Love (1970)
- The Governor & J.J.  (1970)
- 警部マクロード McCloud (1971)
- ゴースト・ストーリー Ghost Story (1972)